# Países Bajos en los Juegos Paralímpicos de Nagano 1998
Los Países Bajos estuvieron representados en los Juegos Paralímpicos de Nagano 1998 por tres deportistas, dos hombres y una mujer.

## Medallistas
El equipo paralímpico neerlandés obtuvo las siguientes medallas:
| Nombre               | Deporte        | Evento                           |
| -------------------- | -------------- | -------------------------------- |
| Oro                  |                |                                  |
| —                    |                |                                  |
| Plata                |                |                                  |
| Marjorie van de Bunt | Esquí de fondo | 5 km estilo libre LW2-9 femenino |
| Bronce               |                |                                  |
| Marjorie van de Bunt | Biatlón        | 7,5 km LW2-4,6/8,9 femenino      |